# Bourg-Saint-Christophe
Pour les articles homonymes, voir Saint-Christophe.
Bourg-Saint-Christophe est une commune française, située dans le département de l'Ain en région Auvergne-Rhône-Alpes et appartient à l'aire urbaine de Lyon. La commune se trouve au pied de la Côtière (ou du Coteau) entre Meximieux, Pérouges et Béligneux. Ses habitants s'appellent les Bourtoirs et les Bourtoires.

## Géographie
Bourg-Saint-Christophe se situe dans le département de l'Ain en région Auvergne-Rhône-Alpes. La commune est située à 34 km du centre de Lyon, à 3 km de Pérouges et de Meximieux.

### Lieux-dits et hameaux
- la Ruette
- les Brosses
- Marphoz
- Mas Choquet

### Climat
Pour des articles plus généraux, voir Climat d'Auvergne-Rhône-Alpes et Climat de l'Ain.
En 2010, le climat de la commune est de type climat océanique dégradé des plaines du Centre et du Nord, selon une étude du CNRS s'appuyant sur une série de données couvrant la période 1971-2000. En 2020, Météo-France publie une typologie des climats de la France métropolitaine dans laquelle la commune est dans une zone de transition entre le climat semi-continental et le climat de montagne et est dans la région climatique Bourgogne, vallée de la Saône, caractérisée par un bon ensoleillement (1 900 h/an), un été chaud (18,5 °C), un air sec au printemps et en été et des vents faibles.
Pour la période 1971-2000, la température annuelle moyenne est de 11,5 °C, avec une amplitude thermique annuelle de 17,7 °C. Le cumul annuel moyen de précipitations est de 1 029 mm, avec 10,8 jours de précipitations en janvier et 7,4 jours en juillet. Pour la période 1991-2020, la température moyenne annuelle observée sur la station météorologique de Météo-France la plus proche, « Ambérieu », sur la commune de Château-Gaillard à 14 km à vol d'oiseau, est de 11,9 °C et le cumul annuel moyen de précipitations est de 1 117,5 mm,. Pour l'avenir, les paramètres climatiques de la commune estimés pour 2050 selon différents scénarios d'émission de gaz à effet de serre sont consultables sur un site dédié publié par Météo-France en novembre 2022.

## Urbanisme

### Typologie
Au 1er janvier 2024, Bourg-Saint-Christophe est catégorisée bourg rural, selon la nouvelle grille communale de densité à 7 niveaux définie par l'Insee en 2022.
Elle appartient à l'unité urbaine de Meximieux, une agglomération intra-départementale dont elle est une commune de la banlieue,. Par ailleurs la commune fait partie de l'aire d'attraction de Lyon, dont elle est une commune de la couronne,. Cette aire, qui regroupe 397 communes, est catégorisée dans les aires de 700 000 habitants ou plus (hors Paris),.

### Occupation des sols
L'occupation des sols de la commune, telle qu'elle ressort de la base de données européenne d’occupation biophysique des sols Corine Land Cover (CLC), est marquée par l'importance des territoires agricoles (81,9 % en 2018), en diminution par rapport à 1990 (83 %). La répartition détaillée en 2018 est la suivante : 
terres arables (65 %), zones agricoles hétérogènes (16,6 %), zones urbanisées (12 %), forêts (6,1 %), prairies (0,2 %).
L'évolution de l’occupation des sols de la commune et de ses infrastructures peut être observée sur les différentes représentations cartographiques du territoire : la carte de Cassini (XVIIIe siècle), la carte d'état-major (1820-1866) et les cartes ou photos aériennes de l'IGN pour la période actuelle (1950 à aujourd'hui).

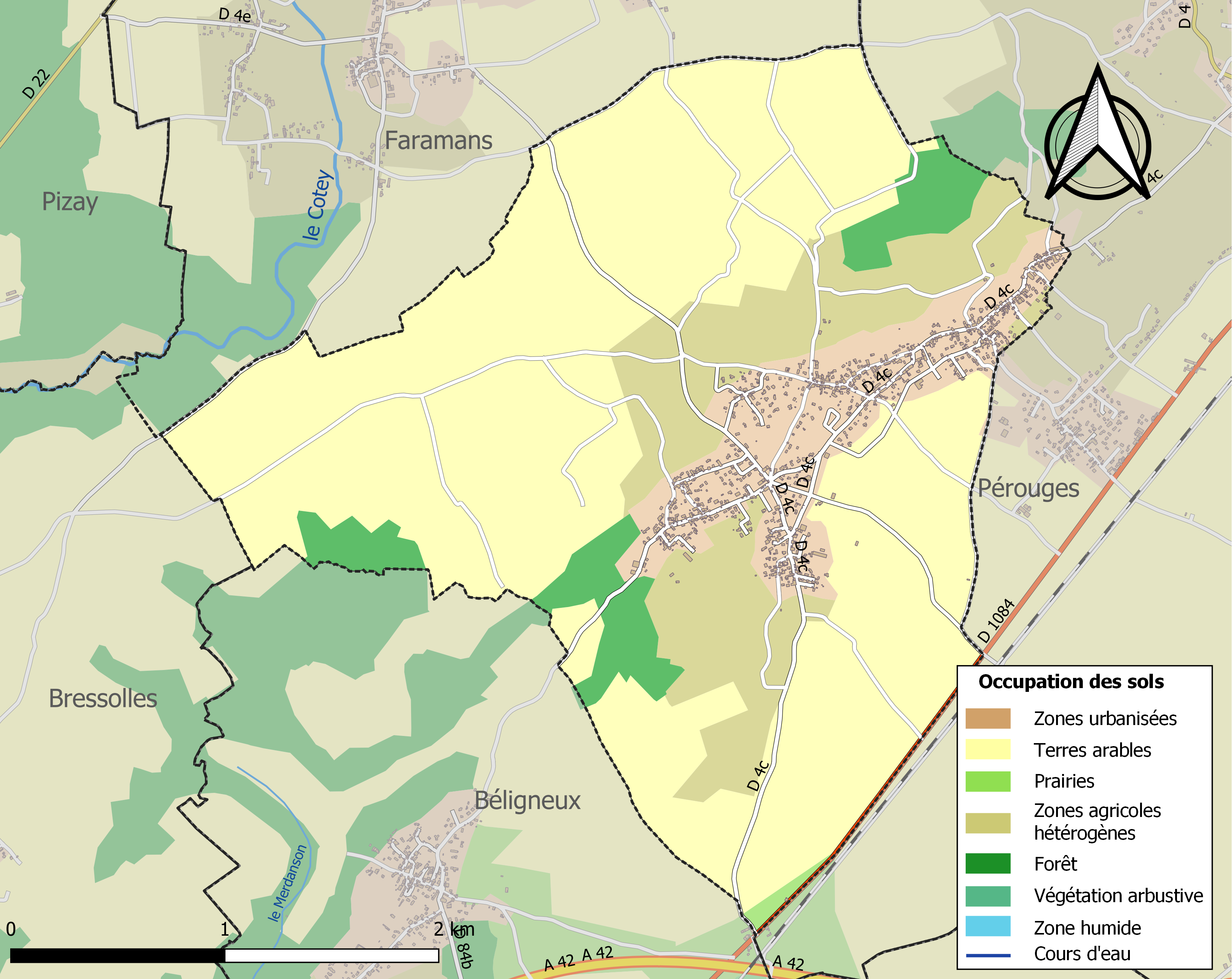
Carte des infrastructures et de l'occupation des sols de la commune en 2018 (CLC).

## Toponymie
Le nom de la localité est attesté sous les formes Villa de Burgo Sancti Christofari en 1226, Villa Sancti Christofari juxta Maximaicum en 1307.
Du franco-provençal bur et du nom du saint titulaire de l'église.
Comme de multiples communes de France, Bourg-Saint-Christophe fut débaptisé lors de la Révolution pour devenir un Bourg-sans-fontaine qui ne survivra que quelques années.

## Histoire

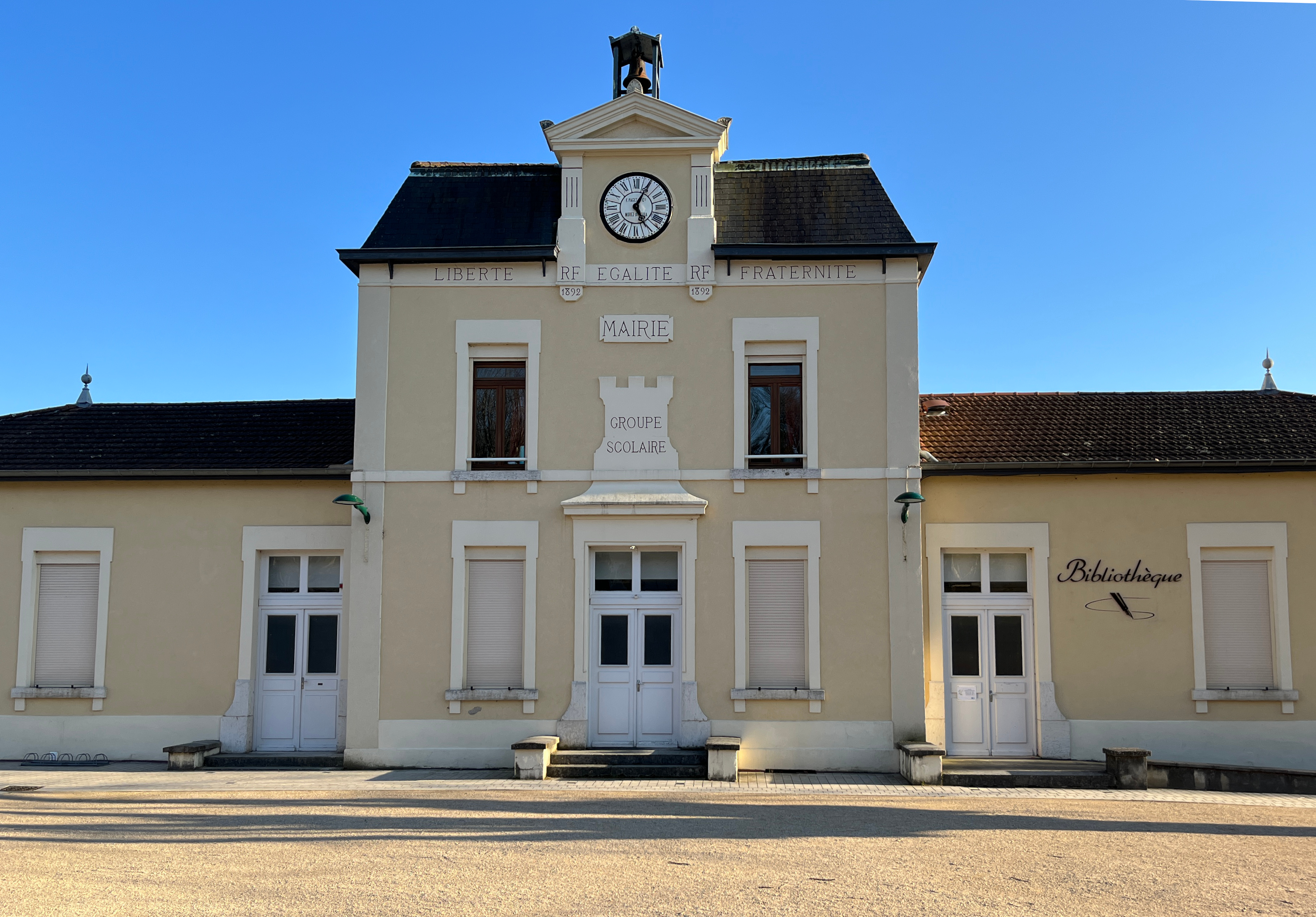
L'ancienne mairie-école de Bourg-Saint-Christophe (1892).

Paroisse (Villa vocabulo S. Christophorus, cella S. Christophori de Burgo, villa de Burgo S. Christophori, Burgus S. Christophorus, Burc)sous le vocable de saint Christophe. Le chamarier de Saint-Rambert nommait à la cure.
Le Bourg-Saint-Christophe n'apparaît d'une manière certaine qu'en l'an 1158, dans la relation du transport des reliques de saint Taurin par les moines de Gigny. À cette époque il dépendait déjà de l'abbaye de Saint-Rambert, qui en reçut, en 1191, confirmation du pape Célestin III.
Par acte du 20 mai 1467, la famille Prost fonda dans l'église une chapelle, sous le vocable de saint Antoine et de sainte Catherine. Le revenu de la cure consistait dans le tiers des dîmes.
En 1226, Bernard, l'abbé de Saint-Rambert, céda le Bourg-Saint-Christophe, à la réserve de l'église, du cimetière, des dîmes, etc., à Humbert V, sire de Beaujeu. Le 10 août 1307, Guichard VIII de Beaujeu en donna la seigneurie, avec celles de Montmerle et de Montaney, à Humbert de Beaujeu, seigneur de la Juliane, son frère, en échange d'Amplepuis et de Claveysoles. Cet échange fut résilié quelques années après et Guichard VIII, voulant faire de ce village une ville, y construisit un château fort et accorda aux habitants, au mois d'août 1319, une charte de franchises et libertés ; mais fait prisonnier à la bataille de Varey, il fut contraint de l'abandonner pour sa rançon, en 1327, au dauphin de Viennois, Humbert, qui en fit une dépendance de sa baronnie de Valbonne.
Après la réunion du Dauphiné à la France, le roi Jean II le Bon et le nouveau dauphin (plus tard Charles V) cédèrent, à la suite du traité de Paris, le 5 janvier 1355, le Bourg-Saint-Christophe à Amédée VI, comte de Savoie, qui l'inféoda à Henri de la Baume, chevalier, lequel ne laissa que deux filles. Ancelise de la Baume, l'une d'elles, porta cette seigneurie en mariage à Guillaume de Luyrieux, seigneur de la Cueille (1382).
Louis XI, en guerre contre le comte de Savoie fait ravager Bourg-Saint-Christophe, en septembre 1468, par ses troupes commandées par Jean, bâtard d'Armagnac, comte de Comminges et gouverneur du Dauphiné.
De la famille de Luyrieux la seigneurie passa en celle de Maréchal et fut annexée à la baronnie de Meximieux, érigée en 1514. Elle arriva ensuite par alliance à celle de la Chambre. Charles de la Chambre l'aliéna, au mois de janvier 1563, avec clause de réméré, à Jean de Meyriat, et la retira peu de temps après. Antoine de la Chambre, évêque de Belley, la vendit, le 3 juillet 1570, à Jeanne de Gorrevod, sa belle-sœur, qui la revendit, le 5 juillet 1587, à Guillaume de Pigna, seigneur de la Botte. Georges de Pigna, fils de Guillaume, légua le Bourg-Saint-Christophe à François de Belly, seigneur des Échelles, qui le remit à Pierre de Gilbert, dont la fille, Renée-Charlotte de Gilbert, le porta en dot à Louis de Digoine, écuyer. De la famille de Digoine, la baronnie du Bourg-Saint-Christophe passa, vers 1780, à celle de Trocu de la Croze, qui en jouissait en 1789.
Le village prend le nom de « Bourg-sans-Fontaine » pendant la Révolution française.
Le 2 juillet 1944, un de Havilland DH.98 Mosquito de la RAF s'écrase sur le territoire communal ; son équipage néo-zélandais était composé de Frederick Cottrel et de T.D de Renzy. Cottrel trouve la mort dans l'accident : il est enterré à la nécropole nationale de la Doua. L'origine de l'accident n'a jamais été clairement identifiée.

## Politique et administration

### Découpage territorial
La commune de Bourg-Saint-Christophe est membre de la communauté de communes de la Plaine de l'Ain, un établissement public de coopération intercommunale (EPCI) à fiscalité propre créé le 15 décembre 2002 dont le siège est à Chazey-sur-Ain. Ce dernier est par ailleurs membre d'autres groupements intercommunaux.
Sur le plan administratif, elle est rattachée à l'arrondissement de Belley, au département de l'Ain et à la région Auvergne-Rhône-Alpes. Sur le plan électoral, elle dépend du  canton de Meximieux pour l'élection des conseillers départementaux, depuis le redécoupage cantonal de 2014 entré en vigueur en 2015, et de la deuxième circonscription de l'Ain  pour les élections législatives, depuis le dernier découpage électoral de 2010.

### Administration municipale
| Période | Période  | Identité       | Étiquette | Qualité     |
| ------- | -------- | -------------- | --------- | ----------- |
| 1995    | En cours | Bernard Perret | DVD       | Agriculteur |

## Démographie
L'évolution du nombre d'habitants est connue à travers les recensements de la population effectués dans la commune depuis 1793. Pour les communes de moins de 10 000 habitants, une enquête de recensement portant sur toute la population est réalisée tous les cinq ans, les populations de référence des années intermédiaires étant quant à elles estimées par interpolation ou extrapolation. Pour la commune, le premier recensement exhaustif entrant dans le cadre du nouveau dispositif a été réalisé en 2008.
En 2022, la commune comptait 1 540 habitants, en évolution de +16,23 % par rapport à 2016 (Ain : +5,15 %, France hors Mayotte : +2,11 %).
| 1793 | 1800 | 1806 | 1821 | 1831 | 1836 | 1841 | 1846 | 1851 |
| ---- | ---- | ---- | ---- | ---- | ---- | ---- | ---- | ---- |
| 550  | 647  | 661  | 718  | 755  | 783  | 752  | 816  | 839  |

| 1856 | 1861 | 1866 | 1872 | 1876 | 1881 | 1886 | 1891 | 1896 |
| ---- | ---- | ---- | ---- | ---- | ---- | ---- | ---- | ---- |
| 810  | 797  | 758  | 717  | 745  | 761  | 745  | 711  | 665  |

| 1901 | 1906 | 1911 | 1921 | 1926 | 1931 | 1936 | 1946 | 1954 |
| ---- | ---- | ---- | ---- | ---- | ---- | ---- | ---- | ---- |
| 637  | 636  | 633  | 536  | 540  | 505  | 489  | 482  | 481  |

| 1962 | 1968 | 1975 | 1982 | 1990 | 1999 | 2006  | 2008  | 2013  |
| ---- | ---- | ---- | ---- | ---- | ---- | ----- | ----- | ----- |
| 447  | 507  | 515  | 659  | 716  | 824  | 1 035 | 1 095 | 1 258 |

| 2018  | 2022  | - | - | - | - | - | - | - |
| ----- | ----- | - | - | - | - | - | - | - |
| 1 407 | 1 540 | - | - | - | - | - | - | - |

## Culture locale et patrimoine

### Lieux et monuments
- Église Saint-Christophe.
- Ruines d'un château fondé par le sire de Beaujeu vers 1319. En 1327, il est acquis par le dauphin de Viennois, puis en 1349 par le roi de France en même temps que le Dauphiné. Ce dernier, en 1355, en fait cession à la suite du traité de Paris au comte de Savoie[26].
- Ruines de la chapelle Notre-Dame-de-Lorette, aux Brosses.

#### Notre-Dame-de-la-Côtière
C'est une statue de 4,1 m réalisée par Maurice Cordier, datant de 1958. Elle fut réalisée à l'initiative des villageois désirant ainsi marquer leur reconnaissance d'avoir vu les Allemands épargner le village en 1944, lors de leur retraite consécutive à la bataille de Meximieux,. Elle fut bénie par l’évêque de Belley René Fourrey le 28 septembre 1958.

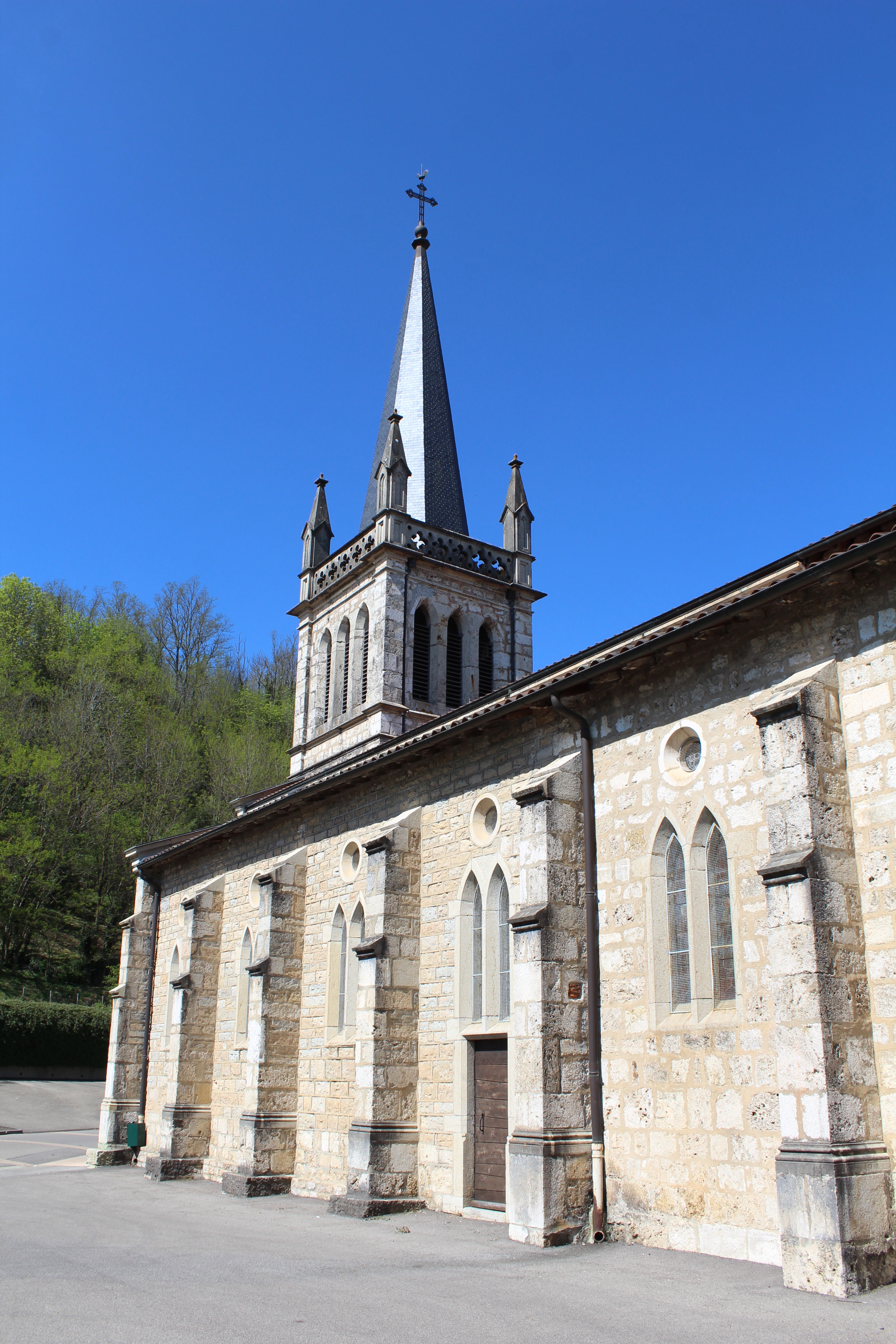
Église Saint-Christophe.
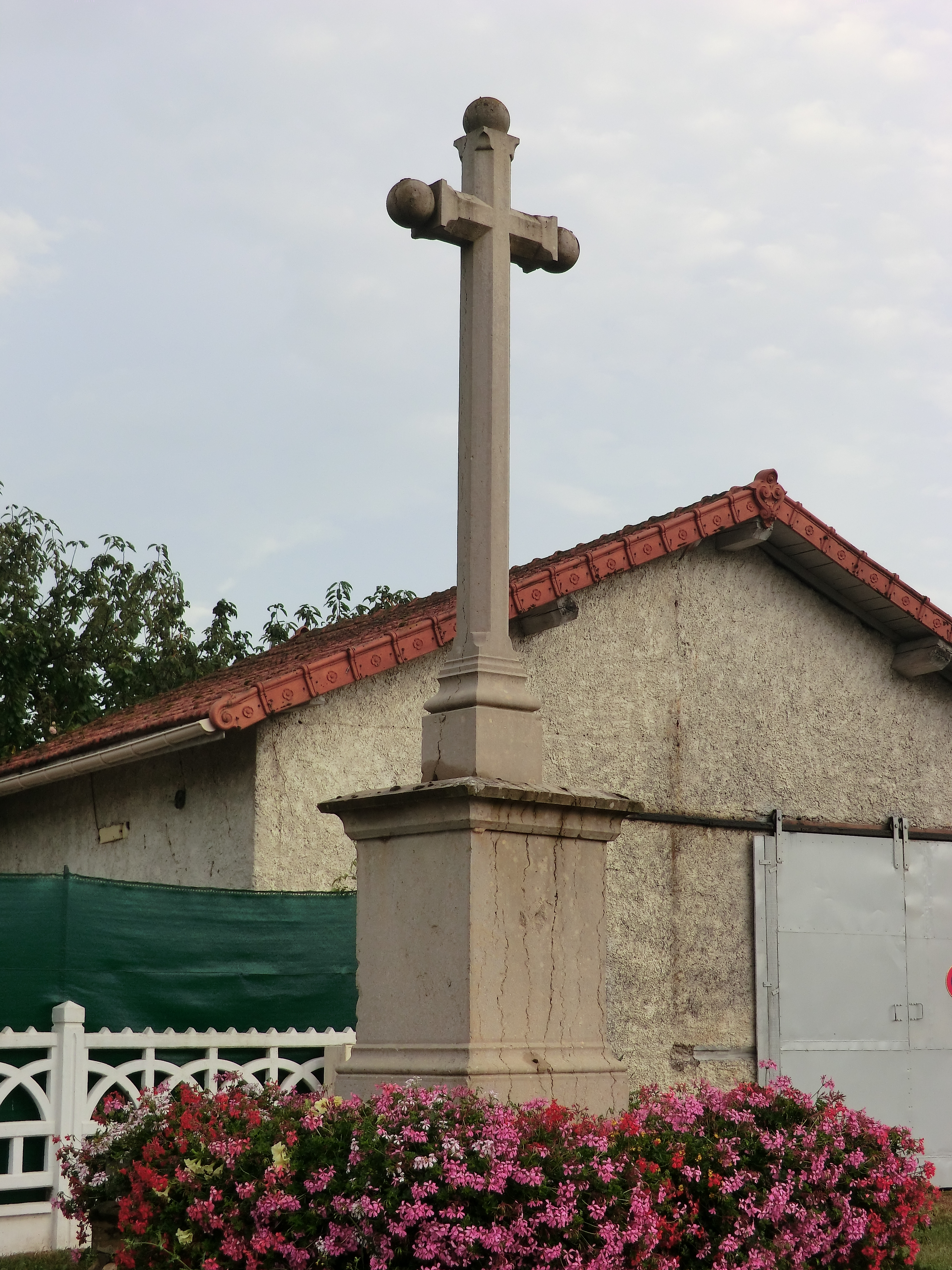
Croix à Bourg-Saint-Christophe.
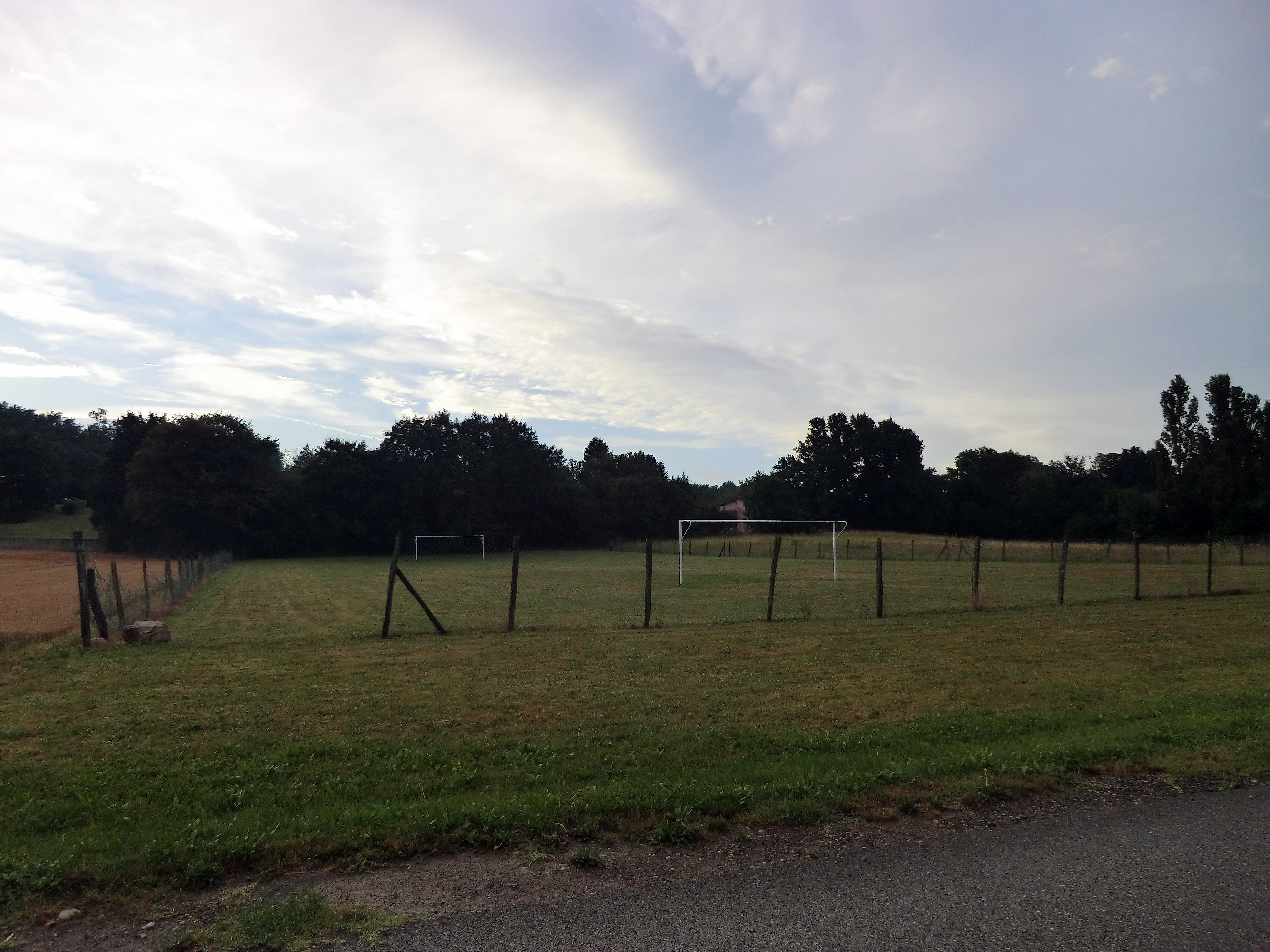
Stade de football du village.
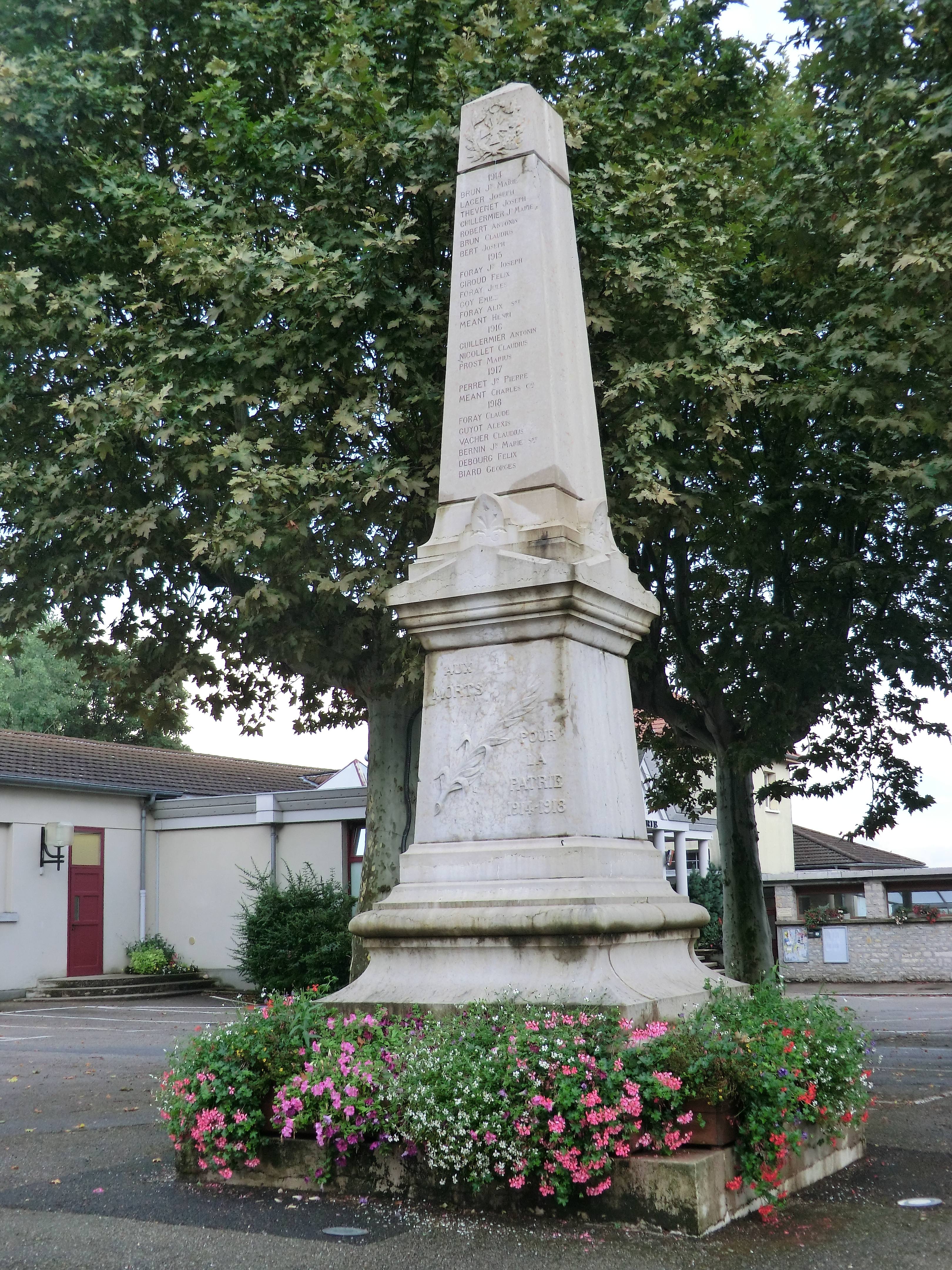
Monument aux morts de Bourg-Saint-Christophe.
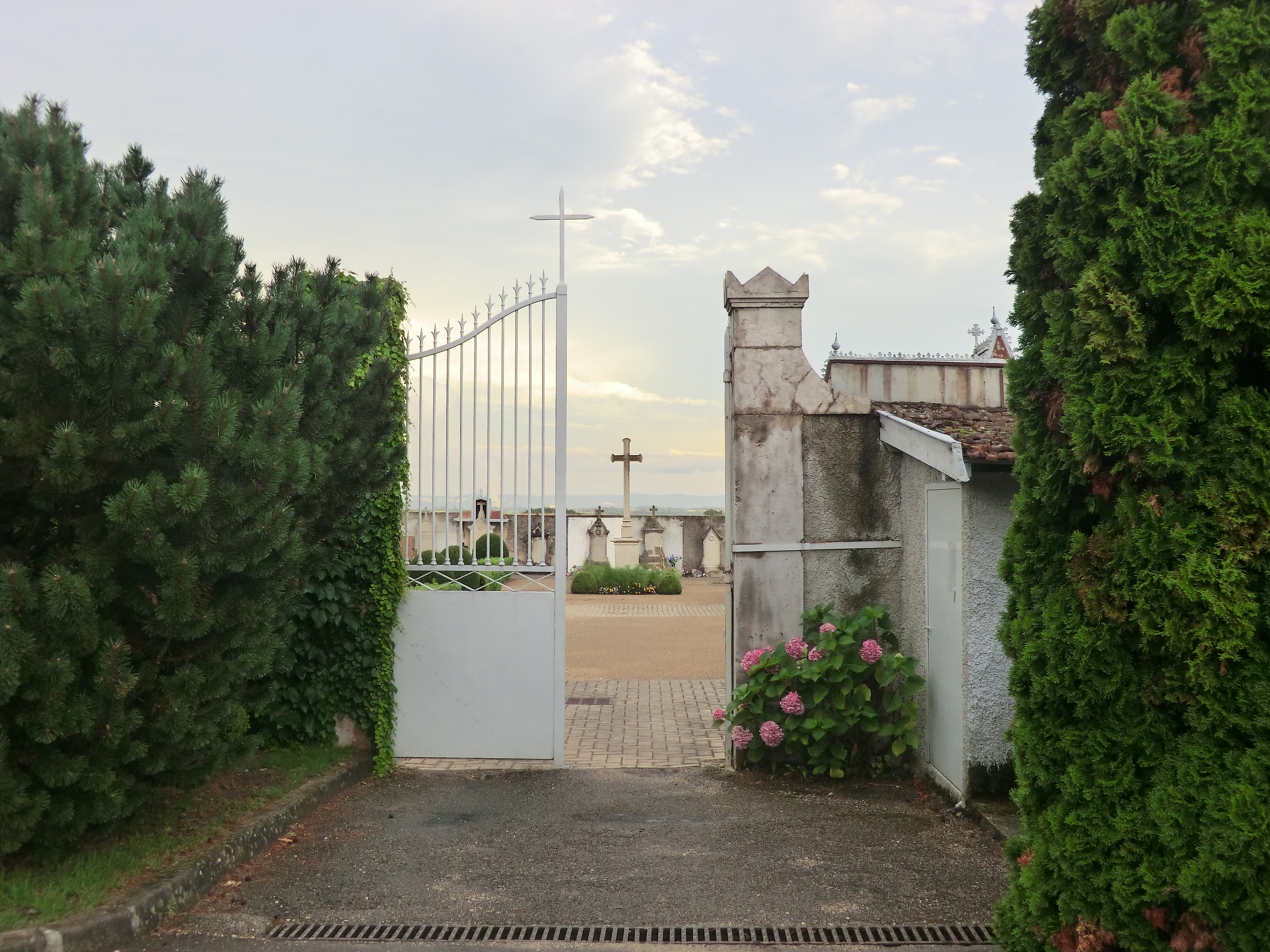
Entrée du cimetière de Bourg-Saint-Christophe.

### Héraldique
| Blason de Bourg-Saint-Christophe | Blason  | D'azur à la bande d'or chargée de trois étoiles de gueules posées à plomb et accompagnée, en chef d'une crosse d'or et en pointe d'une tour d'argent, avec son avant mur senestre, ouverte et ajourée de sable. |
| Blason de Bourg-Saint-Christophe | Détails | Le statut officiel du blason reste à déterminer. |